# 吉野正人
吉野 正人（よしの まさと、1980年7月17日 - ）は、日本の元男性プロレスラー。大阪府東大阪市出身。最終所属DRAGON GATE。YouTuber。血液型A型。
アメリカのプロレス団体「ROH」では「The fastest wrestler on the planet（地球上で最も速いレスラー）」と称されている。

## 来歴
小学生と中学生の時代は野球に没頭したが、アントニオ猪木とビッグバン・ベイダーの試合（1996年1月4日）をテレビ観戦しプロレスへの興味を持った。アマチュアプロレス団体最大手であるJWA関西の門を叩き修行。後輩にはDDTプロレスリングに所属する柿本大地などがいる。大学入学後も勉強熱心であったが、プロレスの夢を捨てられず親や周囲の反対を押し切り中退してメキシコへ渡り、闘龍門の7期生として入門。2000年9月2日、メキシコでの伊藤透（現：大鷲透）戦でプロレスデビュー。T2Pメンバーの中核「イタリアン・コネクション」の一員としてC-MAXと抗争を繰り広げる。
デビュー当時はターザンをモチーフにしたキャラクターでトップコーナーに上がり、雄たけびをあげるパフォーマンスをしていた。後にミラノコレクションA.T.に誘われてイタリアン・コネクション入り。リングネームをイタリアっぽくするために「YOSSINO（ヨッシーノ）」に変更（命名者はミラノ）。ギミックがイタリアン・ターザンとなった。このころウルティモ・ドラゴンにパートナーに抜擢され第1回ディファカップに（2003年2月8日・9日）で優勝。
2005年、DRAGON GATE中軽量級の活性化を図るためK-ness.と共にオープン・ザ・ブレイブゲート王座を創設。王座決定戦で土井成樹に敗退するも、後に語られる一戦となった。
イタリアン・コネクション解散に伴いリングネームを本名に戻し、短髪になってBlood Generationに加入。加入前にコスチューム新調、美容院の予約等、CIMAに確信犯と言われる。BloodのメンバーであるCIMA、マグニチュード岸和田とオープン・ザ・トライアングル・ゲート王座を奪取。2006年自身の創設したオープン・ザ・ブレイブゲートに挑戦表明。2月5日に博多スターレーン大会で王者ドラゴン・キッドに挑むも、両者セコンドの乱入によりノーコンテスト、ベルトはコミッショナー預かりとなった。そして3月19日に行われたブレイブゲート王者決定トーナメントで優勝し、第3代オープン・ザ・ブレイブゲート王者に君臨した。その後、Blood Generationの分裂の際に造反組に回り、そのままマッスル・アウトローズの一員となった。
2007年からはかつてのライバル土井成樹とタッグ、通称「土井吉」を組み活躍。スーパーパワーボムやダブルインパクトなどの好連携を見せる。2007年8月に行われたタッグリーグは土井吉で優勝、獲得した賞金でオープン・ザ・ツインゲート統一タッグ王座を創設した。同年10月に当時IJタッグ選手権王者であった新井健一郎、岩佐拓とベルトの統一戦を行い勝利、同王座の初代王者となった。さらには同年11月24日、土井と共にプロレスリング・ノアのGHCジュニアヘビー級タッグ王座のベルト奪取に成功する。また、シングルプレーヤーとしても2007年9月22日の大田区体育館大会においてブレイブゲート王座を再び獲得。6度の防衛を果たし、当時のブレイブゲート最多防衛記録を更新した。2008年4月にアンソニー・W・森に敗れて王座陥落。
2008年5月5日、土井成樹と共にマッスル・アウトローズを脱退。新ユニット結成を宣言する。5月14日にはB×Bハルク、谷嵜なおき、m.c.KZ.がユニットに加入、5月31日の神戸大会にて新ユニット名『WORLD-1』が発表された。
6月29日の大阪大会にて、Gammaが保持していたオープン・ザ・ガンマゲートをDr.マッスルに変装して奪取。試合当初は、まるでストーカー市川がDr.マッスルに扮しているような市川独特のムーヴを披露したが、一瞬のスキを突いてトルベジーノからの横十字固めでフォール。オープン・ザ・ブレイブゲートに名称を戻し、同王座をコミッショナー預かりとした。
2008年10月、4度目のオープン・ザ・ブレイブゲートを獲得したが、2009年3月の両国国技館での選手権試合でCIMAに敗れ、ベルトを失った。その後、土井の保持するオープン・ザ・ドリームゲート王座に挑戦を表明する。その後、Gammaとの挑戦者決定戦に勝利して後楽園ホールで土井との3度目となるシングルマッチを行ったが、奪取することはできなかった。
2009年、WORLD-1初の自主興行の際、ジョンソン・フロリダに「イタリアのターザン」とYOSSINO復活という無理難題を押し付けられ、始めは頑に拒否していたが、興行当日に特注のカツラを着用したYOSSINOとして登場した。ただし、「YOSSINOは一度封印したキャラだから」と一夜限りの復活であると念押しした。
12月27日のマスカラ・コントラ・カベジェラ金網マッチで金網から旗を取ろうとしたものの谷嵜なおきが対REAL HAZARD用にテープでグルグル巻きにした旗を取ろうとし、負け残ってしまう。丸坊主となり号泣した。
2010年7月11日、ワールド記念ホール大会でYAMATOを30分を超える激闘の末、ソル・ナシエンテ改で下し、デビュー10年で初めてのドリームゲート王者となった。8月14日には長らく大阪プロレスのタイガースマスクに流出していたブレイブゲートを取り戻して通算5度目の戴冠、2009年の土井成樹に続いて2人目のシングル2冠王を達成したが、ブレイブゲート王座を即返上した。2011年1月28日-30日に行われたオープン･ザ･ユナイテッドゲート初代王者決定戦にPACとタッグを組んで参加し初代王者となる。ドリームゲート王座は斎藤了、CIMA、土井、ドン・フジイと計4度の防衛を果たしたが、2011年4月に望月成晃に敗れ王座陥落。
2012年には土井、PAC、リコシェらと新ユニット「WORLD-1 INTERNATIONAL」を結成、オープン・ザ・トライアングル・ゲート王座を第35代・第38代で奪取するなど活躍する。2013年5月にはドラゴン・キッドを破って6度目のブレイブゲート戴冠を果たし、リッチ・スワン、ジミー・カゲトラ、K-ness.、土井と計4度防衛し、8月に返上。
しかし直後の2013年9月に土井が吉野を裏切り、WORLD-1 INTERNATIONALは解散。吉野、リコシェ、しゃちほこBOYの3人は鷹木信悟、戸澤陽、ウーハー・ネイションの3人と共闘することとなり、10月6日に6人での新ユニット「MONSTER EXPRESS」結成を発表。10月10日にYAMATOを破って2度目のドリームゲート王座戴冠を果たした。11月の初防衛戦では因縁の土井に苦戦したが、ソル・ナシエンテ改でギブアップに追い込んで勝利。その後T-hawk、B×Bハルク、望月成晃と計4度防衛した。2014年3月に再来日したリコシェとの同門対決で敗北し王座を失った。
その後、土井に目をつけられ5月5日、金網の中に入ることになる。そして、金網戦では4番目にエスケープし、代理人のしゃちのマスクを守った。
2015年3月1日、しゃちほこBOYと共に、ツインゲートを獲得する。
6月13日、しゃちほこBOYがYAMATOに敗れて、ツインゲートを失う。
6月14日、ハルクの持つドリームゲート王座に挑戦し勝利。3度目の戴冠となった。その後、次期挑戦者にT-Hawkを逆指名した。
7月20日、T-Hawkとドリームゲート戦を行い勝利。その後、T-Hawkとの一夜限りのタッグを組む事が決定した。しかし、それに対して鷹木が反発する。（さらにその後、ハプニングが発生。吉野の防衛戦が終わった、その7時間後にドリームゲートのベルトが紛失してしまった。）
8月2日、神戸サンボーホールでT-Hawkとタッグを組み、鷹木と戸澤と試合を行うもT-Hawkが鷹木に敗北してしまった。ちなみにこの時、入場時に持ってきたドリームゲートのベルトは銅色の古いベルトだった。
8月16日、今まで散々しゃちほこBOYをバカにしてきた、鷹木信悟を相手にドリームゲートを賭けた試合を行うも敗北。ドリームゲートを失った（この時のドリームゲートのベルトは新しくつくられた3代目のベルトだった。）
8月30日、鷹木軍に血だるまにされていたT-Hawkをモンスターのメンバーと共に救出し、モンスターの3人とT-Hawk、そしてCIMAを含んだ5人で鷹木軍と対決。最後は何故か乱入して来たビッグR清水の助けもありT-HawkがEitaに勝利した。
12月6日、久しぶりにトライアングルゲートを獲得。同時にMONSTER EXPRESSとして初の獲得ともなった。
2017年5月4日、MaxiMuMのメンバーになる
2018年6月9日、団体初となるKING OF GATE通算2度目の優勝を果たし、10日に望月とのドリームゲート戦が決定する。
10日、王者望月を倒し第27代ドリームゲート王者になる。2日連続となる激闘を制し団体を代表する2代王座を獲得した。
2019年12月26日、神戸サンボーホールのリング上にて首の悪化及び限界から2020年内に現役引退すると宣言。その後首の状態が多少改善されたため2021年8月1日まで現役を延長し、同日に開催予定の神戸ワールド記念ホール大会で引退試合を実施することを正式発表した。
2021年8月1日、神戸ワールド記念ホール大会のメインイベントで土井とタッグを組み引退試合を行った（対戦相手はB×Bハルク・Eita組）。
2021年9月2日、パーソナルジム「SPEED STAR」を運営、自身のデビュー記念日に兵庫県に開店した。
2022年10月1日、ゲスト解説で来場していたGLEATでG PROWRESTLINGコミッショナー兼GLEATチャンピオンベルト管理委員に就任。

## リングネーム
吉野が用いたことがあるリングネーム
- 吉野正人（本名、現在も使用中）
- YOSSINO（YOSSHINOと表記されることもある）
- ストーカー吉野（週プロより）
- まーくん（PRIME Zoneで使用）

## 得意技
多彩なジャベ（関節技）の使い手であるが、現在は筋肉をアピールしたファイトが中心になっている。吉野のリングネームでもある「スピードスター」の異名通り、そのスピードは団体随一で素早いロープワークの攻防が見どころの一つでもあった。

### フィニッシュ・ホールド
ソル・ナシエンテ
吉野のフィニッシュ・ホールド。相手を仰向けに寝かせて左肩口の辺りに立つ。相手の右腕を左手で、その上から相手の左腕を右手で持ち、その間に自分の右足の下にくぐらせつつ爪先を相手の首の後ろに引っ掛ける。その後、体勢を上下入れ替えるように前転し両足で相手の首をはさみ両腕を極める変形腕固め。イタコネ解散後から一時期封印していたが、2006年2月18日の対トザワ戦でBG加入後に解禁した。技名は、スペイン語で「日の出」という意味。現在は、箕浦康太がこの技を受け継いでいる。
ソル・ナシエンテ改
ソル・ナシエンテの体勢から左足を使って相手の右足も一緒に抱え込む関節技。腕と足の自由を奪うので脱出困難な技で、ソル・ナシエンテでも相手を仕留められない時に出す吉野の奥の手。決まった時の勝率は極めて高い。
ライトニング・スパイラル
ファイヤーマンズキャリーの形で相手を担ぎ上げずに自らの身体を捻らせ、相手ごと横回転して後頭部からマットに叩きつける。相手は脚をすくわれるような形で後頭部からマットに叩きつけられる独創的なオリジナル技。走ってきた相手にカウンターで放つ場合もある。吉野のもう一つのフィニッシュ技。相手の首に大きな負担がかかるため、「危険な技は伝えるべきではない」という吉野の意向で後輩レスラーには継承しなかった。
トルベジーノ
人工衛星ヘッドシザーズの体勢で飛びつき相手の首に足をかけて旋回し、その回転中にジャンピング・アームブリーカーの形で叩きつける。空中で脇固めの様な状態になってマットに肩から腕のあたりを叩きつける技。主にソル・ナシエンテやライトニングスパイラル、横十字固め（トルベジーノ十字固め）に繋ぐ布石として使われる。現在はJACKY"FUNKY"KAMEIがこの技を継承している。
トルベジーノ十字固め
上記のトルベジーノを決めた後、すぐさま横十字固めに移行する技。意外にもフィニッシャーになる事が多く、この技でT-Hawkからフォールを奪い2015年のKING OF GATEを優勝した。
アナザー・スペース
相手の左腕をハンマーロックで捕らえながら背後から抱え式バックドロップで担ぎ上げ、シットダウンと同時に右サイドに相手は背中からマットに叩きつける。変形のブルー・サンダー・ボムで、大きい体格の相手にも完璧に決めるが、腰への負担も大きい技でもある。
佐々木健介のトルネード・ボムに似ているが、技の入り方が独特。なお、体重の重い選手を持ち上げた場合は使用後に腰を痛そうにするのが見られる。
フロムジャングル
コルバタの体勢で相手の首に足をかけて旋回し、その回転中に卍固めのように上半身を極める技。しかし、K-ness.には「ユダ」で返されてしまった。現在は、ドラゴン・ダイヤがこれを継承されている。
白夜
ソル・ナシエンテ（日の出）とK-ness.のソル・ノチェ・セル（日没）を巡る抗争の決着戦で、吉野がとっさに思いついた技。この技でK-ness.からギブアップを奪い、「お前の太陽（ソル・ナシエンテ）は沈まなかった」ということからK-ness.が命名した。とっさに出しただけあって、ほとんど使っていない。形としては座っている相手の腕を4の字に極める。
雪崩式ライトニングスパイラル
2008年11月16日のドラゴン・キッドとのブレイブゲート戦で初披露。通常のライトニングスパイラルとは回転が逆になる。ドノバン・モーガンやKENTAが使うコークスクリュー・ネックブリーカーと同形。吉野曰く「先を見据えての新技」だったが、最後まで技名がつくことはなかった。ちなみに、初披露時はキッドとの死闘で背骨を4本折る重傷を負った状態で、吉野もこの技を放っていたという。
リベリーナエスペシアル
相手の腕をハンマーロックで後ろに固め、自身の頭を相手の固めた腕の逆の脇に差し込んでから前方に転がす変型スモールパッケージホールド。
15th Anniversary
ドリームゲート王座奪取の為に吉野が開発したジャベで、変形の監獄固めのような体勢で相手の足を極め、左足で相手の右腕を羽折り固めに近い形で極めながら相手の左手は腕を使い、チキンウィングアームロックを極めるというかなり複雑な技。相手は両手両足を完全にロックされる形になる為、脱出が非常に困難な技。技名は、初使用した2015年が吉野のデビュー15周年であることから。この技でB×Bハルクからドリームゲートを奪取した。

### 打撃技
エルボー
エルボー・スタンプ
バックエルボー
逆水平チョップ
チョップ・スマッシュ
張り手
バックホーム
素早いロープワークからのラリアット。大一番で放つ。最近はカウンター式で放つ事が多い。
投球モーションのように、振りかぶって腕をしならせて繰り出す。鷹木曰く、剃刀チョップ。
ドロップキック
延髄斬り

### 飛び技
ライトニング・イン・ザ・ジャングル
ミサイルキック。
コーナーポストに立ち、前方へ高くジャンプして相手を両足蹴りする。高さも滞空時間もあり、吉野を特徴づけるムーヴの一つである。タッグマッチでは寝かせた相手を飛び越えてもう1人を蹴り、反動で寝かせた相手にセントーンの形で落ちる通称ミサイルセントーン、相手の腕や髪の毛をタッグパートナーが捻りあげ、そこを踏みつけるように放つ等の派生技がある。命名は吉野の入場曲「SPEED STAR」の歌詞から。解説からは普通にミサイルキック、もしくはミサイルセントーンと呼ばれている（時が止まるミサイルキック、世界最高クラスのミサイルキック、世界最高峰のミサイルキックと呼ばれる事もある）。現在はU-Tに継承されている（ミサイルセントーンのみ）。ちなみに、吉野がミサイルキック前にするポーズは、BIGBOSS清水が継承している。

### 投げ技
腕吉野
命名は横須賀享。K-ness.との抗争に引き続き、横須賀との抗争決着戦でとっさに出した技。享が「リバース・トルペジーノ」と名づけようとしたが、まんまなので撤回し、腕吉野となった。相手の腕を鉄棒に見立てた感じで逆上がりをして、その回転の勢いで腕をマットに叩きつける。回転が速い為相手の後頭部も叩きつけることができる。新日本プロレス・内藤哲也のデスティーノとほぼ同じ形。
変形ネックブリーカードロップ
棚橋弘至のスリング・ブレイドと同型。現在はジェイソン・リーに継承されている。
ブレーンバスター
バックドロップ
DDT
パワーボム

### 締め技、関節技
コウモリ（旧：コルミージョ、またはムルシエラゴ）
トップロープ越しに仕掛ける首4の字固め。自らは宙吊りになり、相手の両足を掴む。当然ロープ・ブレイクになるため、4カウントまでしか使えない。現在はラ・エストレージャに継承されている。
ルチャリブレ・クラシカ I (旧：タルサンハート)
変形のSTF。相手の足を、自身の両足で挟むようにして固めるのではなく、相手の両太ももの間に自分の両膝をねじ込み、さらに片膝立ちすることによって足を固める。継承された訳では無いが、現在はSB KENToが使用している。

### フォール技
スピードスター
変形の丸め込み技。トルベジーノからしりもちをついている相手の片腕を取って、そのまま相手の体を横に回転させるように自身も回転して、横十字固めの様に固める。コルバタの体勢から、トルベジーノに移行すると見せかけてこの技で丸め込む場合もある。

## タイトル歴
DRAGON GATE
- オープン・ザ・ドリームゲート王座（第12代・第17代・第21代・第27代/通算防衛13回）
- オープン・ザ・ツインゲート王座
  - 初代・第4代（w/土井成樹）
  - 第36代（w/しゃちほこBOY）
- インターナショナルジュニアタッグ王座
  - 第15代（w/土井成樹）
- オープン・ザ・トライアングルゲート王座 獲得11回
  - 初代（w/ミラノコレクションA.T.&アンソニー・W・森）
  - 第5代（w/マグニチュード岸和田&CIMA）
  - 第8代・第10代（w/土井成樹&Gamma）
  - 第15代（w/マグニチュード岸和田&土井成樹）
  - 第24代（w/B×Bハルク&PAC）
  - 第32代（w/YAMATO&Gamma）
  - 第35代（w/土井成樹&PAC）
  - 第38代（w/土井成樹&しゃちほこBOY）
  - 第55代（w/戸澤陽&T-Hawk）
  - 第62代（w/土井成樹&ジェイソン・リー）
- オープン・ザ・ブレイブゲート王座（第3代・第7代・第10代[7]・第12代・第19代・第23代）

現在まで6度の戴冠で通算16度防衛しており、絶対王者と呼ばれる。
- オープン・ザ・お笑いゲート王座（第24代）
- KING OF GATE優勝（2015年・2018年）
- Summer Adventure Tag League優勝
  - 2007年・2008年・2010年（w/土井成樹）
- KING OF チョップ!!優勝（第3回・グランドチャンピオン大会）

DRAGON GATE USA
- オープン・ザ・ユナイテッドゲート王座
  - 初代（w/PAC）
  - 第3代（w/リコシェ）

闘龍門JAPAN
- NWA世界ウェルター級王座 : 1回（第52代）
- UWA世界6人タッグ王座 : 獲得2回
  - 第26代（w/ ミラノコレクションA.T.&"brother"YASSHI）
  - 第30代（w/ミラノコレクションA.T.&コンドッティ修司）

プロレスリング・ノア
- GHCジュニアヘビー級タッグ王座
  - 第7代（w/土井成樹）
- ディファカップ優勝
  - 2003年（w/ウルティモ・ドラゴン）

プロレス大賞
- 技能賞（2013年）

## エピソード
- プロレスラーになったことで両親と気まずい関係が続いていたが、自身が活躍するにつれ和解したという。
- しゃちほこBOYは同い年で同期であり、互いに「アミーゴ」と呼ぶ仲である[2]。
- アンソニー・W・森とはイタリアン・コネクション解散後から、常に抗争している。2006年10月には当時ブレイブゲートの王者だった吉野とアンソニーが2連続の王座戦が行われた（いずれも吉野が勝っている）。
- 初期のターザンギミックのモチーフはメキシコのルチャドール、タルサン・ボーイである。
- 吉野が使用するコスチュームは陸上100メートル走に出場する選手用のユニフォームを意識して製作しているとのこと。現在のコスチュームは本来はショルダータイツであるが、吉野は常に上半身を捲った状態で着用している。
- 2度目のブレイブゲート王者だった頃、「タイフーンのメンバー全員を相手に防衛する。」と宣言し、横須賀享、ドラゴン・キッド、斎藤了、CIMAを見事に撃破したが、最後の砦のアンソニーに破れ（マッスル・アウトローズのセコンド介入が敗因の1つ）目標達成はならなかった。
- K-ness.とブレイブゲート、土井とツインゲートを創設した。二つの新ベルト創設に関わっている[2]。
- 土井との共闘機会が多く、二人のタッグは"土井吉"と呼ばれる。Summer Adventure Tag Leagueで最多となる三度の優勝、オープン・ザ・ツインゲート王座を創設しIJタッグ王座との統一王座戦を制するなどの実績を残したが、土井に裏切られる形でタッグ解消→ユニット消滅の憂き目に二度も遭遇している（いずれも土井のヒールターン）。ちなみに土井とは闘龍門入門以前からの付き合い（小学生時代の友人）である。
- DRAGON GATEのタイトル（ドリームゲート、ブレイブゲート、ツインゲート、トライアングルゲート、お笑いゲート）を全て獲得し、DRAGON GATEの全てのトーナメント、リーグ戦で優勝（キング・オブ・ゲート、タッグリーグ、キング・オブ・チョップ）で優勝した唯一の選手である。
- 元プロ野球選手の森福允彦と親交がある[8][9]。プロ野球界に友人が多く引退式には森福や福本豊らが駆けつけた。
- ヒールターン・ベビーターンの激しいDRAGON GATE内では珍しく、2008年のマッスル・アウトローズ脱退以降は引退まで一貫してベビー（リンピオ）を通した。
- 高角度のミサイルキックや場外へのムーンサルト・アタックなどコーナー最上段から放つ技を得意とするが本人は高所恐怖症である。